# سيرينا كامارا
سيرينا كامارا (بالفرنسية: Sirina Camara)‏ (ولد في 12 أبريل 1991) هو لاعب كرة قدم فرنسي يلعب في دوري سنغافورة للمحترفين لصالح نادي هوم يونايتد كمدافع. يمكن لكامارا اللعب كظهير أيسر وظهير أوسط. قبل لعبه في هوم يونايتد، لعب كامارا في يانغ لايونز ونادي النجم في دوري سنغافورة للمحترفين.

## روابط خارجية
- سيرينا كامارا على موقع قاعدة بيانات كرة القدم.إي يو (الإنجليزية)
- سيرينا كامارا على موقع Soccerway.com (الإنجليزية)